# エドゥアルド・サルビオ
エドゥアルド・サルビオ（Eduardo Antonio Salvio, 1990年7月13日 - ）は、アルゼンチン・ブエノスアイレス州出身のサッカー選手。UNAMプーマス所属。アルゼンチン代表。ポジションはフォワード、ミッドフィールダー（サイドハーフ）。

## 経歴

### クラブ

#### CAラヌース
ブエノスアイレス州のアベジャネーダに生まれ、CAラヌースの下部組織で育った。若くしてトップチームの契約し、アペルトゥーラ2007では1試合も出場することはなかったがリーグ優勝を体験した。2008年8月24日、ボカ・ジュニアーズ戦でデビューし、10月24日のAAアルヘンティノス・ジュニアーズ戦 (4-2) では初得点を含む2得点を挙げた。そのシーズンはホセ・サンドと並んでチームトップの9得点を挙げ、リーグ優勝に貢献した。2009年8月19日、コパ・スダメリカーナラウンド16のCAリーベル・プレート戦ファーストレグ (2-1) は0-1の劣勢だったが、80分と90分に得点して逆転勝利を収めた。クラブでの活躍がヨーロッパのクラブから注目を浴び、移籍交渉は難航したが、2010年1月、1000万ユーロと報道されている移籍金でアトレティコ・マドリードと契約した。

#### アトレティコ・マドリード
恥骨炎の治療のためにデビューが遅れたが、2010年2月18日のUEFAヨーロッパリーグ・ガラタサライSK戦で公式戦デビューし、2月28日のバレンシアCF戦でリーガ・エスパニョーラデビューを果たした。主に右サイドハーフを務めてシーズン終了までに13試合に出場するなど、限られた出場機会の中で健闘し、4月25日のCDテネリフェ戦 (3-1) で初得点を含む2得点を挙げた。5月12日、UEFAヨーロッパリーグ決勝のフラムFC戦には76分に途中出場し、優勝の瞬間をグラウンド上で味わった。
外国人枠が埋まっているためにレンタル移籍が濃厚となり、2010年夏にはイタリア、スペイン、ポルトガルのクラブからオファーがあった。UEFAチャンピオンズリーグに出場できることが決め手となり、8月19日、SLベンフィカへのレンタル移籍が発表された。SLベンフィカはまた、サルビオの保有権の20%を250万ユーロで買い取っている。12月18日、リオ・アヴェFC戦（ホーム、5-2）では2得点を決めた。チームになじむのに時間がかかったが、2011年に入ってからレギュラーとなり、主に右サイドハーフで出場した。2月21日、スポルティングCPとのリスボンダービー（アウェー、2-0）では先制点を決めた。リスボンダービーから3日後のUEFAヨーロッパリーグ・VfBシュトゥットガルト戦では20ヤードの距離から欧州カップ戦初得点を決めた。
2011-12シーズンからセルヒオ・アグエロらが抜けたアトレティコ・マドリードへ戻った。

#### SLベンフィカ
2012年8月、SLベンフィカへ完全移籍。

#### ボカ・ジュニアーズ
2019年7月18日、ボカ・ジュニアーズに移籍した。

### 代表
2009年1月、U-20アルゼンチン代表としてベネズエラで開催された南米ユース選手権に出場し、FIFA U-20ワールドカップ出場権獲得を逃したチームで孤軍奮闘して4得点した。同年5月20日、ディエゴ・マラドーナ監督によってアルゼンチンA代表に招集され、パナマとの親善試合 (3-1) でA代表デビューした。この試合はアルゼンチン国内リーグ所属の選手で構成され、ヨーロッパなどでプレーする選手は招集されていない。

## 個人成績
| 年度         | クラブ        | リーグ       | リーグ戦 | リーグ戦 | リーグ杯         | リーグ杯         | オープン杯 | オープン杯 | 国際大会               | 国際大会               | 国際大会             | 国際大会             | その他 | その他 | 通算       | 通算       |
| 年度         | クラブ        | リーグ       | 出場     | 得点     | 出場             | 得点             | 出場       | 得点       | 出場                   | 得点                   | 出場                 | 得点                 | 出場   | 得点   | 出場       | 得点       |
| アルゼンチン | アルゼンチン  | アルゼンチン | リーグ戦 | リーグ戦 | AFA CA           | AFA CA           | -          | -          | コパ・リベルタドーレス | コパ・リベルタドーレス | コパ・スダメリカーナ | コパ・スダメリカーナ | その他 | その他 | 期間通算   | 期間通算   |
| ------------ | ------------- | ------------ | -------- | -------- | ---------------- | ---------------- | ---------- | ---------- | ---------------------- | ---------------------- | -------------------- | -------------------- | ------ | ------ | ---------- | ---------- |
| 2008-09      | ラヌース      | プリメーラ   | 29       | 9        | 0                | 0                | -          | -          | 2                      | 0                      | 0                    | 0                    | 0      | 0      | 31         | 9          |
| 2009-10      | ラヌース      | プリメーラ   | 12       | 2        | 0                | 0                | -          | -          | 0                      | 0                      | 4                    | 2                    | 0      | 0      | 16         | 4          |
| スペイン     | スペイン      | スペイン     | リーグ戦 | リーグ戦 | コパ・デル・レイ | コパ・デル・レイ | -          | -          | UEFA CL                | UEFA CL                | UEFA EL              | UEFA EL              | その他 | その他 | 期間通算   | 期間通算   |
| 2009-10      | A・マドリード | リーガ       | 13       | 2        | 0                | 0                | -          | -          | 0                      | 0                      | 8                    | 0                    | 0      | 0      | 21         | 2          |
| ポルトガル   | ポルトガル    | ポルトガル   | リーグ戦 | リーグ戦 | LFPF TP          | LFPF TP          | LFPF TL    | LFPF TL    | UEFA CL                | UEFA CL                | UEFA EL              | UEFA EL              | その他 | その他 | 期間通算   | 期間通算   |
| 2010-11      | ベンフィカ    | プリメイラ   | 19       | 4        | 5                | 1                | 4          | 2          | 5                      | 0                      | 6                    | 3                    | 0      | 0      | 39         | 10         |
| スペイン     | スペイン      | スペイン     | リーグ戦 | リーグ戦 | コパ・デル・レイ | コパ・デル・レイ | -          | -          | UEFA CL                | UEFA CL                | UEFA EL              | UEFA EL              | その他 | その他 | 期間通算   | 期間通算   |
| 2011-12      | A・マドリード | リーガ       | 30       | 3        | 2                | 0                | -          | -          | 0                      | 0                      | 16                   | 5                    | 0      | 0      | 48         | 8          |
| ポルトガル   | ポルトガル    | ポルトガル   | リーグ戦 | リーグ戦 | LFPF TP          | LFPF TP          | LFPF TL    | LFPF TL    | UEFA CL                | UEFA CL                | UEFA EL              | UEFA EL              | その他 | その他 | 期間通算   | 期間通算   |
| 2012-13      | ベンフィカ    | プリメイラ   | 29       | 10       | 5                | 2                | 3          | 0          | 5                      | 0                      | 8                    | 1                    | 0      | 0      | 50         | 13         |
| 2013-14      | ベンフィカ    | プリメイラ   | 12       | 0        | 2                | 1                | 1          | 0          | 0                      | 0                      | 6                    | 1                    | 0      | 0      | 21         | 2          |
| 通算         | リーグ通算    | リーグ通算   | リーグ戦 | リーグ戦 | リーグ杯         | リーグ杯         | オープン杯 | オープン杯 | UEFA CL                | UEFA CL                | UEFA EL              | UEFA EL              | その他 | その他 | リーグ通算 | リーグ通算 |
| 通算         | アルゼンチン  | プリメーラ   | 41       | 11       | 0                | 0                | -          | -          | 2                      | 0                      | 4                    | 2                    | 0      | 0      | 47         | 13         |
| 通算         | スペイン      | リーガ       | 43       | 5        | 2                | 0                | -          | -          | 0                      | 0                      | 24                   | 5                    | 0      | 0      | 69         | 10         |
| 通算         | ポルトガル    | プリメイラ   | 60       | 14       | 12               | 4                | 8          | 2          | 10                     | 0                      | 20                   | 5                    | 0      | 0      | 110        | 25         |
| 通算         | 総通算        | 総通算       | 144      | 30       | 14               | 4                | 8          | 2          | 12                     | 0                      | 48                   | 12                   | 0      | 0      | 226        | 48         |

## 代表歴

### 出場大会
- アルゼンチン代表
  - 2018 FIFAワールドカップ

### 試合数
- 国際Aマッチ 14試合 0得点（2009年-2020年）[12]

| アルゼンチン代表 | 国際Aマッチ | 国際Aマッチ |
| 年               | 出場        | 得点        |
| ---------------- | ----------- | ----------- |
| 2009             | 1           | 0           |
| 2010             | 0           | 0           |
| 2011             | 2           | 0           |
| 2012             | 2           | 0           |
| 2013             | 0           | 0           |
| 2014             | 0           | 0           |
| 2015             | 0           | 0           |
| 2016             | 0           | 0           |
| 2017             | 3           | 0           |
| 2018             | 5           | 0           |
| 2019             | 0           | 0           |
| 2020             | 1           | 0           |
| 通算             | 14          | 0           |

## タイトル
アトレティコ・マドリード
- UEFAヨーロッパリーグ : 2009-10, 2011-12

SLベンフィカ
- プリメイラ・リーガ : 2013-14, 2014-15, 2015-16, 2016-17, 2018-19
- タッサ・デ・ポルトガル : 2013-14, 2016-17
- タッサ・ダ・リーガ : 2010-11, 2013-14, 2014-15, 2015-16
- スーペルタッサ・カンディド・デ・オリベイラ : 2014, 2016, 2017